# James Duesenberry
James Stemble Duesenberry (* 18. Juli 1918 in West Virginia; † 5. Oktober 2009) war ein US-amerikanischer Ökonom.

## Leben
Duesenberry studierte an der University of Michigan, an der er 1939 seinen Bachelor und 1941 seinen Master absolvierte und 1948 seinen Ph.D. erlangte. Von 1941 bis 1946 forschte er am Social Science Research Council. Seit 1946 lehrte er an der Harvard University, ab 1957 als ordentlicher Professor. 1989 wurde er emeritiert.

## Relative Einkommenshypothese
Die 1949 von Duesenberry veröffentlichte Hypothese vom relativen Einkommen besagt, dass der Konsum nicht allein vom Gegenwartseinkommen abhängt, sondern vielmehr von der relativen Stellung in der gesellschaftlichen Einkommenspyramide. Die obere Grenze wird durch das höchste Vergangenheitseinkommen ({\displaystyle =Y_{\text{max}}}) bestimmt, das den in der Vergangenheit erreichten Lebensstandard widerspiegelt.
Laut Duesenberry passen die Konsumenten ihr Konsumverhalten, und den damit verbundenen Lebensstandard, stetig an ein erreichtes Höchsteinkommen an. Bei sinkendem Einkommen reagieren die Haushalte nicht mit einer sofortigen Reduzierung ihrer Konsumausgaben (Sperrklinkeneffekt oder Ratchet-Effekt), da sie sich an einen gewissen Lebensstandard gewöhnt haben (habit-persistence).
Formal lässt sich die Hypothese wie folgt darstellen:
{\displaystyle C=a\cdot Y_{t}-b\cdot (Y_{t}/Y_{\text{max}})\cdot Yt}

## Werke
- Income-Consumption Relations and their Implications. In: L. Metzler (Hrsg.): Income, Employment and Public Policy. W. W. Norton, New York 1948, S. 54–81
- Income, Saving and the Theory of Consumer Behavior. Harvard University Press, Cambridge, Massachusetts 1949.
- Business Cycles and Economic Growth. McGraw-Hill, New York 1958.
- Money and Credit. Impact and control. Prentice Hall, Englewood Cliffs, New Jersey 1964.
- mit T. Mayer und R. Z. Aliber: Money, Banking and the Economy. W. W. Norton, New York 1981